# Ginemimetofilia
La ginemimetofilia (del griego γυναικός, mujer; μιμητικός, imitable; φιλία, atracción) consiste en la atracción sexual hacia personas con sexo anatómico y morfológico masculino que se visten o se comportan socialmente como mujeres (ginemimesis), están bajo un tratamiento hormonal de transición sexual o han completado la reasignación de sexo. Su contraparte sería la andromimetofilia.
El término fue ideado por John Money y Margaret Lamacz en un estudio de 1984 (Gynemimetophilia: Individual and Cross-Cultural Manifestations of a Gender-Coping Strategy Hitherto Unnamed) para referirse, originalmente, a la atracción parafilica hacia personas de sexo morfológico masculino que se vestían o actuaban como mujeres (trasvestismo) o estaban bajo tratamiento hormonal para transicionar, sin embargo, en un estudio de 1986 (Lovemaps: Clinical Concepts of Sexual/erotic Health and Pathology), Money ampliaría la definición del término para también incluir la atracción hacia mujeres transexuales.
En 1993, el estudio «Men with Sexual Interest in Transvestites, Transsexuals, and She-Males», de Ray Blanchard y Peter Collins, lanza el término ginandromorfofilia (gynandromorphophilia) para referirse, únicamente, a la atracción sexual hacia personas con apariencia femenina pero que no han pasado por una operación de reasignación de sexo, como trasvestis o shemales. Desde entonces, existe una tendencia a preferir el término ginandromorfofilia para estos casos, mientras que ginemimetofilia se usa para la atracción hacia transexuales post-cirugía. Sin embargo, aún existe confusión en el empleo y diferenciación entre uno y otro término.